# لوك غوسلينج
لوك غوسلينج هو جندي وسياسي أسترالي، ولد في 17 سبتمبر 1971 في ملبورن في أستراليا. نشط حزبياً في حزب العمال الأسترالي. وقد انتخب عضو مجلس النواب الأسترالي ‏ عن دائرة Division of Solomon ‏ وقد انضم خلال فترته النيابية (2 يوليو 2016 – ) للكتلة البرلمانية حزب العمال الأسترالي.